# Erik Lambrechts
Erik Lambrechts (* 17. September 1984) ist ein belgischer Fußballschiedsrichter.
Lambrechts leitet seit der Saison 2011/12 Spiele in der belgischen Division 1A.
Seit 2014 steht er auf der Liste der FIFA-Schiedsrichter und leitet internationale Fußballspiele. Er gehört zur Gruppe der UEFA-First-Category-Schiedsrichter.
In der Saison 2021/22 leitete Lambrechts erstmals ein Spiel in der Europa Conference League, in der Saison 2022/23 erstmals ein Spiel in der Europa League. Zudem pfiff er bereits Partien in der Nations League, in der europäischen WM-Qualifikation für die Weltmeisterschaft 2022 in Katar sowie Freundschaftsspiele.